# Beviset om möjlighet och nödvändighet

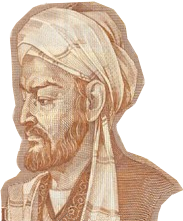
En bild på Avicenna på en tadzjikisk banksedel från 1999.

Beviset om möjlighet och nödvändighet (persiska: برهان امکان و وجوب) är ett existentiellt bevis som baseras på möjligheten till existens. Avicenna är den första personen som framfört detta bevis.

## Argumentet

### Förenklat
Alla människor känner till saker (världens existens) som vi kan kalla möjliga existenser. Dessa saker liknar varandra ur en aspekt; det finns två likadana antaganden för deras existenser. De kan antingen komma till existens eller inte komma till existens (möjlighet). 
Om vi föreställer oss en åker kan den antingen vara full av vete under nästa säsong eller så kan den vara tom på vete. Vi kallar sådana saker för "möjliga existenser". Alla förnuftiga personer förstår gott och väl att denna existens kommit till existens i påverkan av olika orsaker (kausalitetsprincipen). Dessa orsaker är inte saken själv, eftersom saken inte fanns innan den kom till existens för att kunna påverka sig själv och föra sig själv till existens (ogiltigförklaring av loopar).
Om vi betraktar andra saker och vill finna orsakerna till deras existenser kommer vi återigen att möta existenser som också är "möjliga existenser". Dessa möjliga existenser är också beroende av orsaker.
Och vi kan inte gå bakåt för evigt och anse att alla orsaker till "möjliga existenser" är "möjliga existenser".
För att förstå att denna angelägenhet är ogiltig, föreställ er då att tio personer står bakom en linje som ska tävla i maraton. Alla säger att de kommer att börja springa ifall någon annan börjar springa. Ingen kommer någonsin att börja springa ifall någon annan inte börjar tävlingen. I denna situation kommer tävlingen definitivt inte börja någonsin (ogiltigförklaring av en evig kedja).
Eftersom vi nu skådar möjliga existenser finns det definitivt en annan sorts existens (den nödvändiga existensen) i början som skiljer sig från "möjliga existenser" som inte behöver någon orsak. Den existensens existens tillhör den själv och den har inte fått existensen från någon annanstans.
Muslimer kallar denna nödvändiga existens för Gud.